# Cecylówka-Brzózka
Cecylówka-Brzózka – wieś sołecka w Polsce położona w województwie mazowieckim, w powiecie kozienickim, w gminie Głowaczów.
W latach 1975–1998 miejscowość należała administracyjnie do województwa radomskiego. Historycznie część północnych krańców Małopolski. 
Wieś jest siedzibą rzymskokatolickiej parafii Matki Bożej Anielskiej. 

## Położenie
Wieś położona jest u styku powiatów kozienickiego oraz radomskiego. Oba krańce wsi są połączone z dwiema drogami powiatowymi, Brzóza - Radom (1715W) oraz Brzóza - Przejazd (1716W). Znajduje się na terenie Puszczy Kozienickiej.

## Oświata
We wsi znajduje się szkoła podstawowa. Szkoła ta została z dniem 31. sierpnia 2021 roku zamknięta decyzją Rady Gminy Głowaczów. Po wybuchu inwazji na Ukrainę w nieużywanym budynku znajdują schronienie uchodźcy z Ukrainy.

## Ważniejsze obiekty
- Kościół pod wezwaniem Matki Bożej Anielskiej
- Cmentarz parafialny
- Ochotnicza Straż Pożarna w Cecylówce
- Budynek po byłej Publicznej Szkole Podstawowej w Cecylówce